# Apvienotais saraksts
Apvienotais saraksts (AS; deutsch Vereinte Liste) ist ein politisches Bündnis in Lettland. Die Liste besteht aus der lettischen Grünen Partei (LZP), dem lettischen Verband der Regionen (LRA), der Liepāja-Partei (LP) sowie der Vereinigung Apvienotais Latvijas saraksts (Vereinigte Liste Lettlands), die von dem Liepāja-Bauunternehmer Uldis Pīlēns angeführt wird.

## Geschichte
Die Liste wurde am 1. Juli 2022 gegründet. Später wurden die LRA- und LZP-Führer Edvards Smiltēns und Edgars Tavars zu Ko-Vorsitzenden des Vorstands der Vereinigung; Uldis Pīlēns wurde als Kandidat für das Amt des Ministerpräsidenten benannt. Der vorläufige Name wurde als „Vereinigte Liste Lettlands“ (lettisch: Latvijas apvienotais saraksts) angegeben – zuvor wurde „Macht der Regionen“ (Reģionu spēks) vorgeschlagen. Die von Pīlēns geführte Vereinigung plante ihre Gründungsveranstaltung für den 1. Juli und kündigte an, dass sie den Namen Apvienotais Latvijas saraksts tragen würde.
Bei der Parlamentswahl 2022, zu der das Bündnis erstmals gemeinsam an trat, konnte man aus dem Stand 11 % der Wählerstimmen und 15 der 100 Parlamentssitze erringen. An der neuen Drei-Parteien-Regierung (Kabinett Kariņš II) war man mit vier Ministern beteiligt (Inneres: Māris Kučinskis, Gesundheit: Līga Meņģelsone, Landwirtschaft: Didzis Šmits sowie Umweltschutz und regionale Entwicklung: Māris Sprindžuks). Seit deren Rücktritt ist das Parteibündnis in der Opposition.

## Mitglieder
| Name                                                       | Ideologie                               | Position               | Vorsitzender     | Sitze in der Saeima |
| ---------------------------------------------------------- | --------------------------------------- | ---------------------- | ---------------- | ------------------- |
| lettischer Verband der Regionen Latvijas Reģionu apvienība | Zentrismus Regionalismus                | Mitte                  | Edvards Smiltēns | 7/100               |
| Lettische Grüne Partei Latvijas Zaļā partija               | Grüne Politik Konservatismus Zentrismus | Mitte bis Mitte-rechts | Edgars Tavars    | 4/100               |
| Liepāja-Partei Liepājas Partija                            | Regionalismus                           | Mitte                  | Uldis Sesks      | 1/100               |
| Unabhängige                                                |                                         |                        |                  | 3/100               |

## Wahlergebnisse
| Jahr | Stimmen | Anteil | Mandate | Platz |
| ---- | ------- | ------ | ------- | ----- |
| 2022 | 100.631 | 11,0 % | 15/100  | 3.    |

| Jahr | Stimmen | Anteil | Mandate | Platz |
| ---- | ------- | ------ | ------- | ----- |
| 2024 | 42.519  | 8,2 %  | 1/9     | 4.    |